# Alfred Salten
Alfred Salten, pseudoniem voor Alfred Salomon (Devau, 23 juni 1914 – Groningen, 11 augustus 1994) was een Nederlands dirigent van Duitse komaf. Hij was per 21 november 1951 genaturaliseerd aldus de Staatscourant.

## Biografie
Alfred Salomon was zoon van Friderike Kaufmann en Louis Salomon. Hijzelf is in 1947 getrouwd met de Weense danseres bij Staatsopera Margarete Helene Futterknecht.
De muziek zat er al vroeg in; op zijn vijfde kreeg hij al pianolessen. Hij kon vanwege zijn jonge leeftijd niet na de lagere school naar het conservatorium; hij ging leren aan het gymnasium. Wel nam hij privéles bij een conservatoriumdocent, gaf op school recitals en leidde het schoolorkest. Hij overwoog verder te gaan met piano, maar zag in dat hij daarvoor te kleine handen had, het werd dus directie. 
Later volgden nog pianolessen bij Rudolf Winkler, compositieleer bij Conrad Ansorge en directie bij Hermann Scherchen (dirigent van de opera en een symfonieorkest aldaar), Zwitser van geboorte, maar aangetrokken door het culturele leven in Koningsbergen. Van daaruit werd hij (assistent)dirigent bij het Stadttheater van Koningsbergen. 
Het opkomende naziregime zorgde ervoor dat die loopbaan abrupt afbrak; hij vluchtte naar Nederland. Hij was slechts negentien toen hij tot dirigent werd benoemd bij de Operette van Fritz Hirsch in Den Haag, waar hij ook ging wonen. Ook stond hij wel voor de omroeporkesten met name de KRO. Ook aan deze werkzaamheden maakte de Duitse bezetter een eind. In 1941 verhuisde hij naar Utrecht, dook onder, maar keerde in 1945 terug naar Den Haag. Na de Tweede Wereldoorlog pakte hij de draad weer op, nu bij het Scala Theaterorkest in Den Haag. Er volgde een periode als dirigent/componist bij de filmmaatschappij Strengholt. Er volgden aanstellingen bij de Hoofdstad Operette en Italiaanse Opera in Amsterdam, alwaar hij ook ging wonen. Ondertussen bezocht hij concerten om de dirigenten te aanschouwen en volgen, onder andere Jan Out in Arnhem. In 1951 probeerde hij na het behalen van het staatsexamen weer een vaste aanstelling te krijgen, het examen werd afgelegd met Het Gelders Orkest in Symfonie nr. 4 van Gustav Mahler. 
Vanaf 1952 was zijn bekendheid zo groot dat hij zich onderhouden vanuit gastdirecties, onder andere bij concerten van het Residentie Orkest. Via via kwam hij als zodanig terecht bij het de Nederlandse Reisopera en het Frysk Orkest. Hij zou er dirigeren tussen 1955 (opvolger van overleden Kor Ket) en 1969 (opgevolgd oor Libor Pešek; zijn aanstelling aldaar was landelijk nieuws. Hij ging wonen aan de Engelsestraat 56 in Leeuwarden. Hij maakte de ombouw mee van amateur- tot beroepsorkest en navenante groei van 44 tot 62 musici. Al de laatste jaren van dat tijdvak moest hij zich regelmatig laten vervangen door tweede dirigent Jo Diederen. Het orkest zou hem hebben weggestemd als te perfectionistisch; hijzelf sprak van een “mislukt huwelijk”. Voorts bemoeide hij zich met de Leeuwarder Bach Vereniging. Al die jaren was hij ook docent directie aan de conservatoria van Groningen, Enschede en Zwolle; in 1979 ging hij er met pensioen. Hij was docent van Rob Smit, Gerard Wiarda en John Damsma.
Vanuit zijn oeuvre als componist bleven twee werken overheersen, de Halberstma-declamatie van Ype Poortinga en Musica per una festa voor symfonieorkest. Theun de Vries vroeg hem om muziek voor de hoorspelserie Stiefmoeder Aarde.  
Salten overleed op 80-jarige leeftijd.